# Изоцианат сульфонилхлорида
Изоцианат сульфонилхлорида — неорганическое соединение,
изоциано-хлороангидрид серной кислоты
с формулой ClSO2NCO,
бесцветная жидкость.

## Получение
- Реакция триоксида серы и хлорциана:

{\displaystyle {\mathsf {2SO_{3}+ClCN\ {\xrightarrow {-5\div -15^{o}C}}\ ClS_{2}O_{5}NCO}}}
{\displaystyle {\mathsf {ClS_{2}O_{5}NCO+ClCN\ {\xrightarrow {120-125^{o}C}}\ 2ClSO_{2}NCO}}}

## Физические свойства
Изоцианат сульфонилхлорида образует бесцветную легколетучую жидкость с удушливым запахом.
С водой реагирует со взрывом.
Растворяется в тетрахлорметане, бензоле, циклогексане, диэтиловом эфире.

## Применение
Реакцией  изоцианата сульфонилхлорида и хлорсульфоновой кислоты получают дихлороангидрид имидобиссерной кислоты.